# Valentin Zukovsky
(Zukovsky a 007 durante il loro primo incontro in GoldenEye)
Valentin Dmitrovich Zukovsky è un personaggio immaginario della saga cinematografica di James Bond apparso nei film GoldenEye (1995) e Il mondo non basta (1999). È stato interpretato da Robbie Coltrane.

## Caratteristiche
Ex agente del KGB divenuto boss della mafia russa, Zukovsky non è di certo il migliore amico di James Bond. In una missione 007 spara al suo ginocchio e questo gli ha provocato una paralisi alla gamba, costringendolo a muoversi con il bastone.

## Biografia

### InGoldenEye
Zukovsky commercia armi in un club di San Pietroburgo che funge da copertura.
Quando Bond riesce a rintracciarlo grazie al suo contatto della CIA Jack Wade, Zukovsky, adirato, tenta subito di sparargli. Tuttavia Bond riesce ad attirare la sua attenzione con un piano per fargli guadagnare più denaro. In cambio Zukovsky dà a Bond le sue informazioni sull'organizzazione russa Janus, che si riveleranno importanti per la riuscita della missione.

### NeIl mondo non basta
Zukovsky gestisce un casinò a Istanbul, non in modo particolarmente pulito. Bond gli fa visita per farsi dire tutto ciò che sa su Renard, che minaccia la vita di Elektra King. Tuttavia, Zukovsky è in realtà alleato con Elektra. Dopo che quest'ultima  tenta di farlo uccidere, Zukovsky si allea con Bond per fermare il piano di Elektra. Quando Bond viene catturato da Elektra, Valentin fa irruzione con i suoi uomini nel rifugio di Elektra. Zukovsky viene ferito a morte da Elektra. Con le ultime forze però, Zukovsky colpisce con il suo fucile, incorporato nel bastone di passeggio,  uno dei bracciali della sedia che tiene imprigionato Bond, permettendo a 007 di liberarsi e uccidere Elektra.

## Altre apparizioni
Una versione profondamente rivista di Zukovsky appare anche nel videogioco GoldenEye 007, sparatutto in prima persona, pubblicato nel 2010 per Wii e Nintendo DS, e nella sua versione rimasterizzata, GoldenEye 007: Reloaded, per PlayStation 3 e Xbox 360.